# Purplewashing
| Dieser Artikel wurde aufgrund von inhaltlichen Mängeln auf der QS-Werkstatt des Wikiprojekts Frauen eingetragen. Dies geschieht, um die Qualität der Artikel aus dem Themengebiet Frauen auf ein enzyklopädisches Niveau zu bringen. Artikel, die nicht signifikant verbessert werden können, werden gelöscht. Hilf mit, die inhaltlichen Mängel dieses Artikels zu beseitigen, und beteilige dich an der Diskussion. |

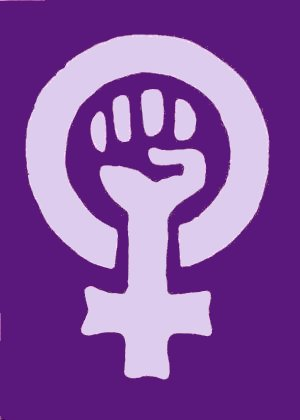
Als politische Farbe steht Purpur (Violett) bereits historisch für den Feminismus

Purplewashing (englisch für die Farbe „Purpur“ und „Waschen“) ist ein Kofferwort, das dem Begriff des Whitewashing (Schönfärberei) nachempfunden ist. Als feministische Kritik werden verschiedene politische und Marketing-Strategien beschrieben, um Personen, Unternehmen und anderen Organisationen oder ganzen Staaten durch bloßen Aufruf zur Gleichstellung der Geschlechter ein genderfreundliches Image zu geben.
In deutschen Medien wird Purplewashing nur im Zusammenhang mit Firmen verwendet, die eine Gleichberechtigung verkünden, diese aber in der Unternehmenskultur nicht leben. Als Beispiel kann der niedrige Anteil an Frauen im Vorstand der DAX-Konzerne herangezogen werden (vergleiche die Liste der Frauen in den Vorständen der DAX-Unternehmen).
Gelegentlich wird die Bezeichnung Purplewashing auch verwendet, um Fremden- oder Islamfeindlichkeit als „Feminismus“ zu rechtfertigen.